# Яремчук Назарій Назарович
Наза́рій Назарович Яремчу́к (30 листопада 1951, Рівня (тепер Вижниця) — 30 червня 1995, Чернівці) — український естрадний співак (тенор). Народний артист УРСР (1987). Герой України (2021).
Батько співаків Назарія Яремчука-молодшого та Дмитра Яремчука, а також співачки Марії Яремчук.
Відомий насамперед виконанням українських пісень: «Незрівнянний світ краси», «Чуєш мамо», «Якщо мине любов», «Батько і мати», «Зачаруй», «А матіоли цвіт» «Червона рута», «Водограй», «Смерекова хата», «Стожари», «Гай, зелений гай», «Родина», «Я піду в далекі гори», «Пісня буде поміж нас», «Писанка», «Гей ви, козаченьки», «Я ще не все тобі сказав» та інших. Крім того Назарій знявся в музичних стрічках «Червона рута», «Виступає ансамбль „Смерічка“ під керуванням Левка Дутківського», «Стартує пісня» та «Червона рута. 10 років по тому». За життя Назарій Яремчук записав понад 150 пісень.

## Життєпис
Назарій Яремчук народився в селянській родині Назарія Танасійовича (1887—1963) та Марії Даріївни (1920—1971) Яремчуків. Мав братів Дмитра (1914—2010) (від першого шлюбу батька), Степана (1944—2000), Богдана (1947—2000) та сестру Катерину (нар. 1949). Свою четверту дитину батьки назвали Назарієм (це ім'я означає «присвячений Богові»). Він народився коли батькові вже було 64 роки. Сама родина була музичною: у батька був тенор, він співав у церковному хорі; мати, крім співів, грала на мандоліні та виступала в місцевому Народному театрі. Ще маленьким хлопчиком Назарій також почав співати.
1 вересня 1959 року Назарій пішов до школи у рідному селі. У дванадцять років Назарій пережив перший тяжкий удар — помер батько. Мати мусила віддати сина до Вижницької школи-інтернату. До навчання ставився добросовісно, брав участь у гуртках, надаючи перевагу хоровому. Після закінчення восьми класів у школі-інтернаті Назарій продовжив навчання у Вижницькій середній школі № 1, яку закінчив у 1969 році.
Після закінчення школи Назарій подав документи в Чернівецький університет на географічний факультет, але не пройшов за конкурсом. Довелося йти працювати сейсмологом у Західноукраїнській геологорозвідувальній партії. За направленням військкомату навчався на курсах водіїв. Тільки з другої спроби у 1970 році, вже бувши солістом «Смерічки» Левка Дутковського, Назарію вдалося вступити до університету.
Після занять часто приходив послухати репетиції ВІА «Смерічка» Вижницького будинку культури, яким керував Левко Дутківський. Керівник ансамблю помітив постійного відвідувача та запропонував заспівати пісню на вибір. Це була пісня Ігоря Поклада «Кохана». Голос молодого співака керівникові сподобався, і з осені 1969 року Назарій почав співати у «Смерічці».
Знайомство з молодим буковинським композитором, студентом медінституту Володимиром Івасюком відіграло велику роль у житті Назарія. Глядачі почули «Червону руту» та безліч інших пісень молодого автора. Влітку 1971 року взяв участь у зйомках музичного фільму «Червона рута» з піснями Левка Дутківського «Незрівнянний світ краси» та «Якщо мине любов». Цей фільм зробив солістів Назарія Яремчука та Василя Зінкевича народними улюбленцями. Але після зйомок сталася друга трагедія в житті Назарія — померла його мати Марія Даріївна, велику любов до якої вино́шував протягом усього свого життя.
Перше мистецьке визнання принесли пісні «Червона рута» та «Водограй» Володимира Івасюка, «Горянка» і «Незрівнянний світ краси» Левка Дутківського. За виконання цих творів ансамбль «Смерічка» та його солісти Назарій Яремчук і Василь Зінкевич були удостоєні звання лауреатів Всесоюзного конкурсу «Алло, ми шукаємо таланти», а також «Пісня року — 71/72», на яких вони підтвердили високу артистичну майстерність.
У 1973 році ансамбль «Смерічку» запросили на професійну сцену Чернівців. З цього часу Назарій, сповна віддаючись естрадній пісні, перевівся на заочну форму навчання в університеті. У філармонії Назарій вів активне творче життя, виступаючи у переповнених глядачами концертних залах, деколи по два-три концерти на день.
У 1972 році композитор Левко Дутківський познайомив Назарія з його першою майбутньою дружиною Оленою Шевченко, якій запропонували бути солісткою вокально-інструментального ансамблю «Смерічка».
Олена Шевченко: «Мене запросили приїхати до Чернівецької філармонії, при якій і працювала „Смерічка“. Біля входу зустрічав Левко. Почали підніматися сходами, назустріч іде Назарій Яремчук. Чорнявий, з променистими очима, усміхається. „Познайомся, каже Левко, це наш Назарій“. Я подаю йому руку, а він — мені. Ми зустрічаємося очима і…все. Це було кохання з першого погляду…» [Архівовано 3 січня 2015 у Wayback Machine.]
1 січня 1975 року Назарій та Олена одружилися. Цивільний шлюб був зареєстрований у селі Пилипець Міжгірського району Закарпатської області, де мешкали батьки Олени Шевченко. Сільський Голова із задоволенням погодився у вихідний новорічний день посприяти реєстрації цього шлюбу, коли дізнався, з ким бере шлюб Олена. 19 лютого 1976 року у молодого подружжя народився перший син, якого назвали Дмитром, а згодом, 23 березня 1977 року, народився другий син Назарій. У шлюбі Назарій та Олена прожили 15 років, з 1975 до 1990 року.
Розлучились у 1990 році. Олена вдруге одружилася, переїхала до Києва, а Назарій залишився в Чернівцях.
1975 року розпався дует Зінкевич—Яремчук. Василь переїхав до Луцька і став солістом ансамблю «Світязь». Назарій, здобувши диплом, влаштувався працювати старшим інженером на кафедрі економічної географії університету. Та любов до пісні виявилася сильнішою над усе — за порадою Левка Дутківського він повернувся до філармонії.
У 1978 році Яремчукові надано звання Заслуженого артиста УРСР. Його також нагороджено орденом Дружби народів.
Коли трагічно загинув Володимир Івасюк, Назарій був одним із перших, хто, не зважаючи на перепони влади, приїхав на похорон до Львова. Траурна колона починалася з великого вінка з білих квітів, який Яремчук ніс із Левком Дутківським. 
Потрібно зазначити, що тривалий час на естраді в Яремчука було амплуа ліричного героя, але він говорив, що любить виконувати пісні, у яких сполучається лірика й громадянське звучання. У 80-х Назарій Яремчук був романтичним співаком, заспівавши пісню «Запроси мене у сни свої». Перший диск-гігант Назарія «Незрівнянний світ краси» (1980), названий за піснею Л. Дутківського  — одна з найкращих платівок в українській дискографії того періоду.
1981 рік став для Назарія стежкою до міжнародного визнання. Ансамбль «Смерічка» представляє державу на міжнародному конкурсі «Братиславська ліра». Соліст Яремчук став його дипломантом. 1982 Назарій у складі «Смерічки» — лауреат республіканської премії ім. Миколи Островського. 1984 року співак отримав звання лауреата Всесоюзного огляду-конкурсу тематичних програм до 40-річчя Перемоги у Великій Вітчизняній війні. 1985-го — дипломант ХІІ Всесвітнього фестивалю молоді й студентів у Москві. Після того, як у 1982 році Левко Дутківський покинув «Смерічку», Назарій Яремчук став художнім керівником ансамблю.
Під час Афганської війни Назарій кілька разів їздив у Афганістан і виступав перед солдатами. Крім того, багато часу співак приділяв пошуку нових талантів, підтримці самодіяльних колективів. Назарій Яремчук підтримав чимало молодих виконавців. Зокрема, Оксану Пекун з Тернополя, Світлану Зайченко з Житомира, Жанну Боднарук з Чернігова, Ніну Шестакову з Харкова, Інесу Братущик, Ореста Хому та Ірчика зі Львова, Богдана Сташківа з Івано-Франківська, Миколу Романова з Києва, Ольгу Добрянську, Аллу Наталушко з Чернівців та інших.
1986 року після Чорнобильської катастрофи співак тричі побував у 30-кілометровій зоні відчуження, де виступав перед ліквідаторами аварії.
1987 року Назарію присвоєно звання Народного артиста України.
Професійна естрада вимагала професійної підготовки. У 1988 році Яремчук закінчив факультет сценічної режисури Київського державного інституту культури імені Карпенка-Карого.
Упродовж мистецького життя артист здійснив гастрольні поїздки по всіх республіках колишнього Радянського Союзу та багатьох країнах, неодноразово був учасником тодішніх пісенних фестивалів — «Київська весна», «Московські зорі», «Кримські зорі», «Білоруська осінь», «Білі ночі», «Мерцішор», «Вогні магістралі-77» та деяких інших. Разом з ВІА «Смерічкою» був учасником культурної програми XXII Олімпійських ігор у Москві, Першого Міжнародного фестивалю політичної пісні та всіх визначних тогочасних форумів, що проводилися у державі.
Другу дружину, Дарину, Назарій знайшов у селі Тюдів. Вони були сусідами, жили поруч, але особисто знайомі не були. Коли зустрілися, Назарій давно був розлучений, а Дарина вже чотири роки сама виховувала доньку після смерті чоловіка.
|                  | Мені здавалося, що я знаю Назарія все життя — так легко я з ним спілкувалася. Він такий знаменитий співак — і така проста й щиросердечна людина. Ми навіть не помітили, як проговорили всю ніч. Ніхто нікому ніяких обіцянок не давав. Але я зрозуміла, що той день став особливим у моєму житті. Вже коли Назарий пішов, мій брат Іван, що нас познайомив, зізнався, що співак йому сказав: «Здається мені, що незабаром ми станемо родиною. |
| — Дарина Яремчук | |

Весілля відбулося 2 лютого 1991 року. Вінчалися в церкві Іоанна Хрестителя в місті Косів. У храмі було багато людей. Священник дуже радів, що вінчає такого знаменитого артиста. Після одруження Яремчуки почали спільно виховувати своїх дітей. Назарій обожнював гуляти з синами й пасербицею, пишаючись, що в нього такі гарні діти. Незабаром купили в Чернівцях старий, побудований ще у 20-х роках, будинок по вулиці Інтернаціональній (зараз вона має ім'я Яремчука), який був у жахливому стані: грибок на стінах, протікав дах. Довелося все переробляти, щоб вийшло нормальне житло.
У 1991–1993 роках їздив з концертами за кордон, зокрема в Канаду, США, Бразилію. За кордоном відбулася довгоочікувана зустріч з братом, про якого мало хто знав — це була сімейна таємниця, яку упродовж десятиліть воліли не розголошувати. У батька Назарія був син від першого шлюбу — Дмитро Яремчук (1914—2010), юрист за фахом, на 37 років старший за майбутнього співака. В 40-х роках, коли на Буковині діяли різні українські націоналістичні формування, Дмитро пристав до ОУН мельниківців. Окупаційну радянську владу він не прийняв і виїхав під чужим прізвищем у Канаду. Згодом, ставши на ноги, допомагав родичам, тому що знав, як важко живеться родині. Брати зустрілися через багато років, коли Назарій став відомим співаком і гастролював за кордоном. Знамениту пісню «Лелека з України» він присвятив Дмитру і всім українським емігрантам.
2 березня 1993 року у Яремчуків народилася дівчинка, яку назвали на честь матері Назарія — Марічкою. Старші діти відразу полюбили дитину і гралися з нею. А Назарій на гастролі брав з собою маленьку подушечку доньки, що вважав своїм талісманом. А тоді раптом Назарій дізнався, що хворий на рак.

Пам'ятна дошка у Чернівцях

У 1995 році друзі Назарія допомогли йому виїхати в Канаду, сподіваючись, що західна медицина зможе допомогти. Проте, операцію зробили занадто пізно і вона не допомогла. Та навіть важко хворим Яремчук продовжував виступати. Після повернення з-за кордону Назарій з'явився на вечорі Юрія Рибчинського і всі відзначили як він схуд[джерело?].
30 червня 1995 року після довготривалої хвороби (рак шлунку) Назарій Яремчук помер у Чернівцях. Співака поховали на центральному кладовищі Чернівців.
У березні 1996 року Указом Президента України Назарію Яремчуку посмертно присуджено Державну премію ім. Шевченка.

## Вислови Н.Яремчука
|  | Пісня для мене — це все. Це вираження людських почуттів. Без пісні я не уявляю свого життя. Цим почуття пронизано все: моя родина, друзі, колеги по роботі, творчості. Тому пісня завжди з нами. Кожний теплий прийом знімає втому, адже людина щаслива тим, що приносить радість людям, дарує їм задоволення. Хочу співати для вас гарних пісень, що западають у душу, в пам’ять серця, несуть гарні думки, зачаровують красою мелодій |

|  | Кожний з нас повинен постійно бути в польоті — крізь долю, над суєтою. І при цьому, однак, не відриватися від землі. Пам'ятати священні речі — навіщо живеш, звідки ти родом, до чого прагнеш, що скажеш людям, з якого колодязя п'єш живу воду. Я вийшов з того віку, коли звертаєш увагу на дрібниці — автографи, популярність. Мене турбує інше: що буде з нашим пісенним садом завтра? |

## Дискографія

### Альбоми
- Незрівнянний світ краси (1980)
- Біла Криниця (1989, разом з Павлом Дворським та Ніною Мельник)
- Чумацький шлях (1990, з ВІА «Смерічка»)
- Лелека з України (1990, разом з ВІА «Смерічка» і синами Дмитром та Назарієм)
- Не перестати жити (1994)
- Лелека з України (1995)
- Молитва (1995)
- Назарій Яремчук (1995)

### Збірки
- The Best Songs Оркестр Природи (1995)
- Золота Колекція Української Естради (1998)
- Я Повернуся (Частина 1) (2004)
- Я Повернуся (Частина 2) (2004)
- Співає Назарій Яремчук (2011)
- Вибране (2011)
- Краще (2018)

## Премії, нагороди, звання
- 1978 — Заслужений артист України, орден Дружби народів.
- 1981 — на Міжнародному конкурсі естрадної пісні «Братиславська ліра» завоював три нагороди:
  - головний приз слухачів,
  - приз ЦК комсомолу Словаччини,
  - приз за артистизм.
- 1982 — разом зі «Смерічкою» лауреат Республіканської комсомольської премії імені Миколи Островського.
- 1984 — удостоєний звання лауреата Всесоюзного огляду-конкурсу тематичних програм до 40-річчя Перемоги радянського народу у Великій Вітчизняній війні.
- 1985 — дипломант Всесоюзного фестивалю молоді і студентів у Москві.
- 1987 — Народний артист України.
- 1995 — Почесний громадянин Чернівців
- 1996 — Шевченківська премія за концертну діяльність 1973—1995 років.
- Звання Герой України з удостоєнням ордена Держави (22 серпня 2021, посмертно) — за визначні особисті заслуги перед Українською державою у розвитку музичної культури, формуванні національної ідентичності, багаторічну плідну творчу діяльність і високу виконавську майстерність[5].

## Вшанування пам'яті
- Меморіальні дошки Назарію Яремчуку встановлено на будинках, де жив співак у Чернівцях, Чернівецької обласної філармонії, Вижницького палацу культури тощо. Також у Чернівецькій філармонії створено музей-кімнату Н. Яремчука.
- 2000 — в Тернополі іменем Яремчука названо школу-ліцей № 6.
- На честь Н. Яремчука названо вулиці у Києві, Чернівцях, Вижниці, Борисполі, Тернополі та багатьох інших населених пунктах України.
- На його честь також названо 101 курінь УПЮ імені Назарія Яремчука.
- На його честь 2003 року засновано Пісенний фестиваль «Родина» ім. Яремчука [Архівовано 17 липня 2015 у Wayback Machine.], засновниками якого є його сини заслужені артисти України Дмитро Яремчук та Назарій Яремчук молодший.
- Пісня «У райськім саду» Степана Гіги.